# Малий Дехан
Малий Деха́н (каз. Кіші Диқан) — село у складі Уйгурського району Алматинської області Казахстану. Адміністративний центр Малодеханського сільського округу.
У радянські часи село називалось Малий Дікан.
Населення — 1754 особи (2021; 1952 у 2009, 1948 у 1999, 1878 у 1989).